# Clélie Gamaleya
Pour les articles homonymes, voir Gamaleya.
Clélie Gamaleya, née le 25 avril 1927 à Saint-Paul de la Réunion, est une militante réunionnaise.

## Biographie
Issue d'une famille nombreuse de milieu modeste, Clélie Charline Nosbé grandit au Bernica et est scolarisée à l'école du Guillaume. La famille s'installe ensuite à Saint-Denis. En 1938, elle entre au cours secondaire féminin qui a lieu dans l'actuel collège Juliette Dodu. Elève brillante, intéressée par le latin et le grec, elle obtient en 1945 le brevet de capacité coloniale. Employée de banque au Crédit foncier de Madagascar dans un premier temps, elle obtient une bourse d'études supérieures pour poursuivre ses études à l'université de Montpellier, où elle devient certifiée de lettres classiques.
Elle revient à la Réunion enseigner au lycée Leconte-de-Lisle en 1951 mais retourne une année plus tard dans le Sud de la France.
En 1953, elle rencontre en Roumanie Boris Gamaleya, enseignant et poète. Il se marient et auront 5 enfants.  
Ils retournent vivre et enseigner à la Réunion et militent dans la vie publique et politique.  
Clélie Gamaleya assiste au congrès de 1958 de l'Union des femmes françaises qui aboutit à la création de l'Union des femmes de La Réunion (UFR). Son époux est membre du comité directeur du Parti communiste réunionnais (PCR) en 1959 et membre du comité de rédaction du journal Témoignages. Militants communistes actifs, le couple est frappé par l'ordonnance Debré en 1960 : ils font partie des treize fonctionnaires réunionnais anti-colonialistes exilés en France métropolitaine, dont « le comportement est de nature à troubler l'ordre public ». Clélie Gamaleya enseigne alors en région parisienne et participe en 1963 à la fondation de l’Union Générale des Travailleurs Réunionnais en France (UGTRF), une des plus importantes associations de Réunionnais en métropole.  
Le retour n'est possible qu'en 1972, à la suite d'une grève de la faim des Réunionnais et Antillais exilés, dans la chapelle du Landau à Noisy-Le-Sec, et à laquelle Clélie Gamaleya prend part. Elle est hospitalisée au bout du dixième jour de jeûne. Manifestations et comités de soutien ont lieu à la Réunion et en métropole pour dénoncer cette mesure arbitraire. L'ordonnance est abrogée en octobre de la même année.  
Enseignante, femme de convictions, marquée par l'illettrisme et la misère prégnants à la Réunion, elle s'investit dans la vie associative, à l'UFR aux côtés notamment d'Isnelle Amelin, à l'Union départementale des associations familiales (UDAF), dans des postes clés. De 1985 à 1991, elle est administratrice de la Caisse d'allocations familiales. Elle est une des fondatrices de S.O.S détresse. Améliorer la condition des femmes réunionnaises, aider les plus démunis ont été ses principaux combats.  
Nommée chevalier de la Légion d'honneur en 2000, elle vit aujourd'hui éloignée de la vie publique.
Clélie Gamaleya et son époux Boris ont quitté La Réunion en 2012 pour venir s’installer plus près de leurs enfants, à Barbizon.

## Publications

### Articles
- Journal Héva, de 1976 à 1981, créé avec Laurence Vergès, relais de l'UFR[9].
- Articles dans le journal Témoignages, sur la cause des femmes, qui sera développée dans l'ouvrage qui suit.

### Ouvrages
- Filles d'Héva : trois siècles de la vie des Femmes à la Réunion, 1984, réédité en 1991 puis en 2007, Océan éditions, 978-291-6533-26-1. Ouvrage fondateur de l'histoire des femmes à la Réunion depuis les débuts du peuplement de l'île : la condition féminine des esclaves, marronnes, créoles, libres, affranchies, engagées, travailleuses, jusqu'aux années 1950[10]. En 2005, l'ouvrage est source d'inspiration pour la création d'un spectacle chorégraphique intitulé Couleurs de femmes[11].
- Un papa pas content, in Île de La Réunion 1920-1970 : Les retraités Témoins et acteurs de Changement, Pages d'Histoire Réunionnaise Mémoire et Témoignages. Azalées éditions, 1997, 2-908127-90-3. Chap. III, Santé. Nouvelle.
- L'île oubliée, 2001, Océan éditions, 978-2-907064-59-2. Chronique autobiographique de ses jeunes années[1].
- Femmes des Dom, avec Arlette Gautier, Cécile Celma, Marie-Antoinette Simet-Lutin... et al, Talence, CENADDOM, 1986.